# El Club de Europa del Siglo XXI
Con el nombre de El Club de Europa del Siglo XXI se le conoce al estudio que viene realizando la Federación Internacional de Historia y Estadística de Fútbol (IFFHS) con el objetivo de determinar cual será el club europeo de mayor rendimiento en el periodo comprendido desde el año 2001 hasta el 2100. "A diferencia de la forma con que se determinó el club continental de siglo (1901-2000), las competiciones nacionales se han celebrado en casi todos los países tras el cambio de milenio. Mensualmente todas estas competiciones nacionales de clubs han sido tenidas en cuenta así como también las competiciones de clubs organizadas por las confederaciones continentales y de la FIFA en el Ranking Mundial de Clubs" Los puntos obtenidos anualmente por los equipos en el Ranking Mundial de Clubes a finales de año se contabilizan a partir del año 2001. El resultado de esta suma da el ranking continental de clubes del siglo XXI.

## Ranking continental delsigloXXI
Top 10 (2001-2020)
| Posición | Club                   | Nacionalidad | Puntaje |
| -------- | ---------------------- | ------------ | ------- |
| 1        | F. C. Barcelona        | España       | 5427    |
| 2        | Real Madrid C. F.      | España       | 5039    |
| 3        | F. C. Bayern München   | Alemania     | 4909,5  |
| 4        | Manchester United F.C. | Inglaterra   | 4543    |
| 5        | Arsenal F.C.           | Inglaterra   | 4426    |
| 6        | Chelsea F.C.           | Inglaterra   | 4348    |
| 7        | Liverpool F. C.        | Inglaterra   | 4229    |
| 8        | Juventus F. C.         | Italia       | 4166    |
| 9        | Inter de Milan         | Italia       | 3951,5  |
| 10       | Milan A.C.             | Italia       | 3869    |

## Ranking por décadas

### 1ª Década
Top 10 (2001-2010)
| Posición | Club                   | Nacionalidad | Puntaje |
| -------- | ---------------------- | ------------ | ------- |
| 1        | F. C. Barcelona        | España       | 2.550,0 |
| 2        | Manchester United F.C. | Inglaterra   | 2.523,0 |
| 3        | Liverpool F. C.        | Inglaterra   | 2.414,0 |
| 4        | Arsenal F.C.           | Inglaterra   | 2.410,0 |
| 5        | Inter de Milan         | Italia       | 2.358,0 |
| 6        | F. C. Bayern München   | Alemania     | 2.315,0 |
| 7        | Milan A.C.             | Italia       | 2.296,0 |
| 8        | Real Madrid C. F.      | España       | 2.257,0 |
| 9        | Chelsea F.C.           | Inglaterra   | 2.235,0 |
| 10       | Roma                   | Italia       | 2.028,0 |

### 2ª Década
Top 10 (2011-2020)
| Posición | Club                   | Nacionalidad | Puntaje |
| -------- | ---------------------- | ------------ | ------- |
| 1        | F. C. Barcelona        | España       | 2877    |
| 2        | Real Madrid C. F.      | España       | 2782    |
| 3        | F. C. Bayern München   | Alemania     | 2594,5  |
| 4        | París Saint-Germain    | Francia      | 2357    |
| 5        | Atlético de Madrid     | España       | 2302    |
| 6        | Juventus F. C.         | Italia       | 2272    |
| 7        | Chelsea F.C.           | Inglaterra   | 2113    |
| 8        | Manchester City        | Inglaterra   | 2113    |
| 9        | Manchester United F.C. | Inglaterra   | 2020    |
| 10       | Arsenal FC             | Inglaterra   | 2016    |